# Tomcsányi József
Tomcsányi József (Békés, 1807. március 26. – Budapest, 1878. május 4.) országgyűlési követ, Arad, Csongrád és Békés vármegyék főispánja, főrendiházi tag.

## Élete
Tomcsányi Kristóf főszolgabíró és Szathmáry Anna fia. Iskolái végeztével Békés vármegyénél aljegyző, 1837-ben esküdt és később főszolgabíró lett. Az 1843-as országgyűlésen követként volt jelen és követjelentése az 1843-44-es országgyűlésről Szombathelyi Antaléval együtt nyomtatásban is megjelent Pesten 1845-ben. Szintén követi minőségben szerepelt az 1847-es országgyűlésen, 1848-ban Arad vármegye főispánja lett, 1849-ben Kossuth Lajos erdélyi kormánybiztossággal is megkínálta. 1861-ben Csongrád vármegye főispánjává nevezték ki, de az országgyűlés feloszlatása után lemondott; 1867-ben Békés vármegye főispánja lett.